# Seamus Mallon
Seamus Mallon (Markethill, 17 agosto 1936 – Markethill, 24 gennaio 2020) è stato un politico britannico.
Coinvolto nel movimento per i diritti civili dell'Irlanda del Nord dall'inizio degli anni Sessanta, è entrato a far parte del Partito Social Democratico e Laburista (SDLP) e nel 1979 è stato eletto deputato per conto di questi. È stato eletto nel 1998 all'Assemblea dell'Irlanda del Nord, di recente creazione in seguito all'accordo di Belfast, ed è stato nominato vice primo ministro, incarico che ha lasciato nel novembre 2001.
Mallon è stato al centro degli sforzi per raggiungere l'Accordo del Venerdì Santo del 1998.

## Biografia
Mallon è nato il 17 agosto 1936 a Markethill, in Irlanda del Nord. Ha studiato alla St Mary's College University di Belfast. Durante la sua carriera politica come membro fondatore del Partito Social Democratico e Laburista dal 1979 al 2001, è stato vice primo ministro dell'Irlanda del Nord dal 1998 al 2001. Nel 1986 Seamus è entrato nel Dáil Éireann ed è stato presente come delegato dal 1986 al 2005.
Durante la sua giovinezza ha giocato a calcio gaelico per le squadre Keady Dwyers, Queen's University e Crossmaglen Rangers a Middletown all'inizio degli anni '50.
Seamus Mallon è morto all'età di 83 anni il 24 gennaio 2020.